# Kapucinus kripta (Róma)

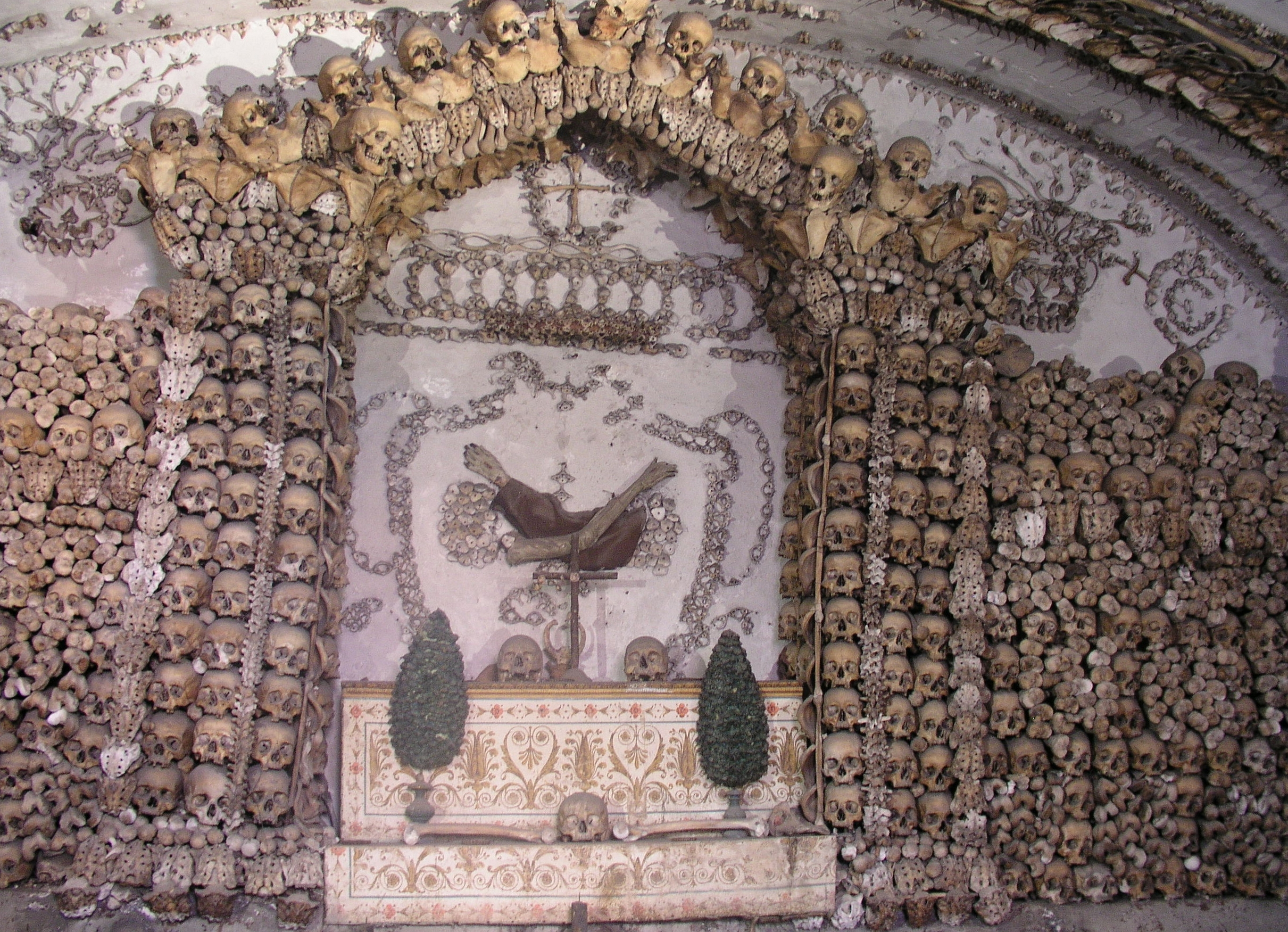
Kapucinus Kripta Rómában, Olaszországban

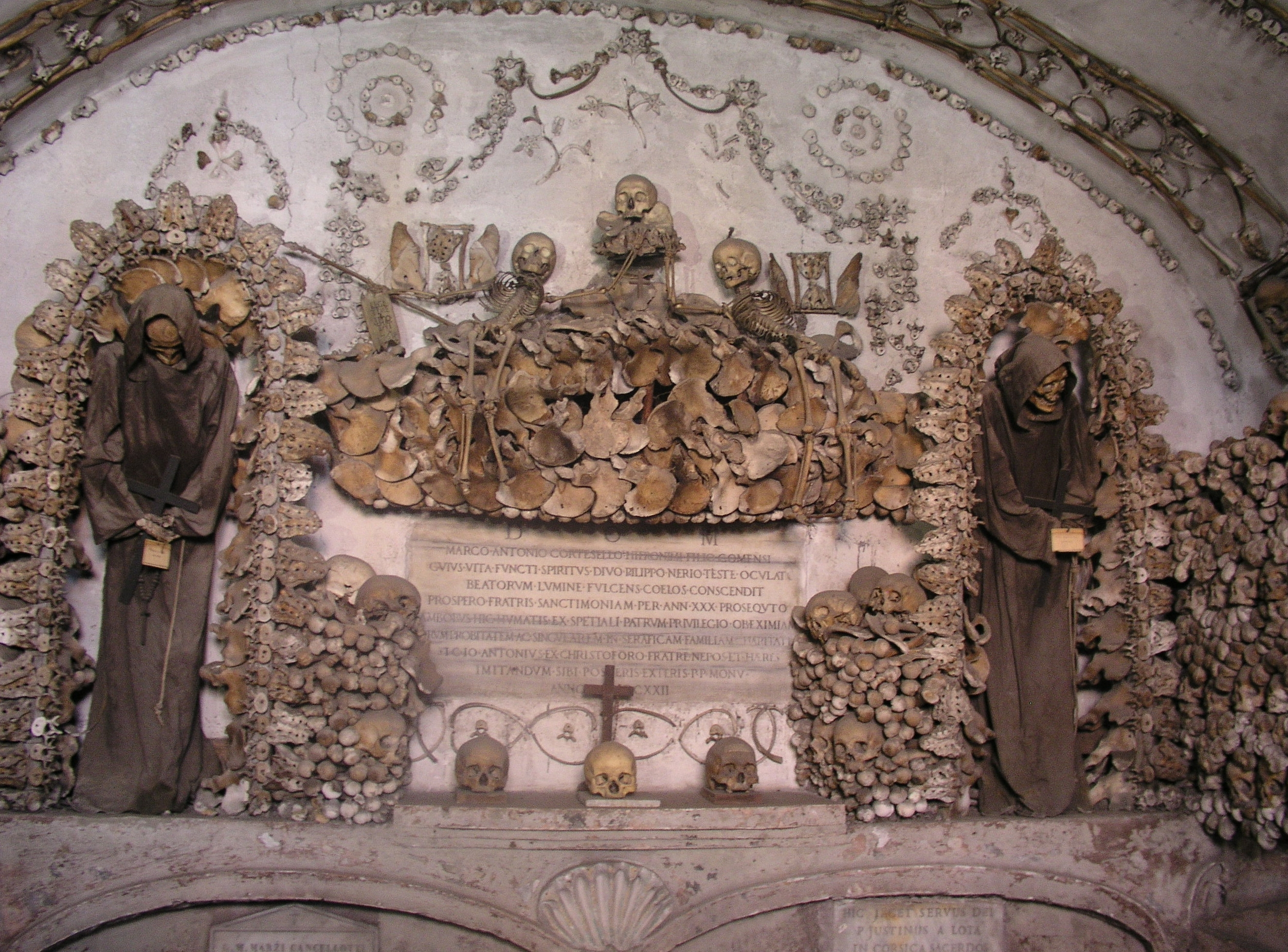
Kapucinus Kripta

A kapucinus kripta egy kisebb kripta, amely több apró kápolnából áll, a Santa Maria della Concezione dei Cappuccini templom alatt, a Via Veneto úton, a Piazza Barberini közelében Rómában, Olaszországban. Több, mint 3700 kapucinus szerzetes holttestének csontmaradványait tartalmazza, akiket a kapucinus rend helyezett el a kripta falai mentén, vagy egyszerű sírokban. A rend maga ragaszkodik ahhoz, hogy a kripta elrendezése és léte nem morbid attració, hanem csendes emlékeztető a földi élet és a halandóság gyors átvonulására.

## Fordítás
Ez a szócikk részben vagy egészben  a   Capuchin Crypt című angol Wikipédia-szócikk fordításán alapul.  Az eredeti cikk szerkesztőit annak laptörténete sorolja fel. Ez a jelzés csupán a megfogalmazás eredetét és a szerzői jogokat jelzi, nem szolgál a cikkben szereplő információk forrásmegjelöléseként.